# 侯水生
侯水生（1959年10月—），男，陕西咸阳人，中国家禽遗传育种专家，中国农业科学院北京畜牧兽医研究所研究员、博士生导师，中国工程院院士。